# Jagdhaus

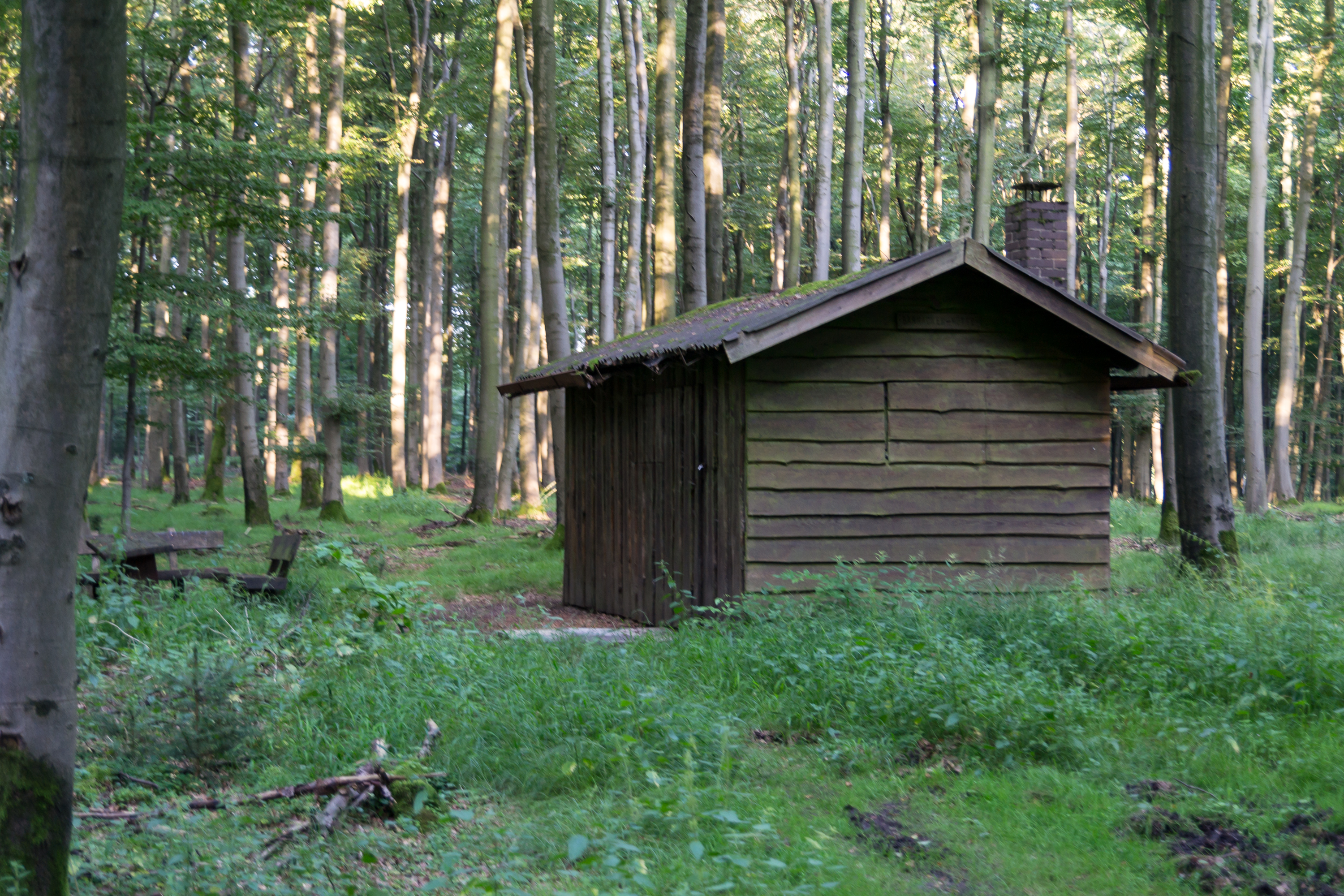
Jagdhütte am Barnacken im Teutoburger Wald

Jagdhaus oder Jagdhütte nennt man die Häuser bzw. Hütten, die von Jägern im Zusammenhang mit der Jagd und Hege genutzt werden. Üblicherweise sind Jagdhäuser feste, gemauerte oder aus Holz errichtete Baulichkeiten, während Jagdhütten mehr oder minder gut ausgebaute einfachere Unterkünfte in den abgelegeneren Gegenden eines Jagdreviers sind.

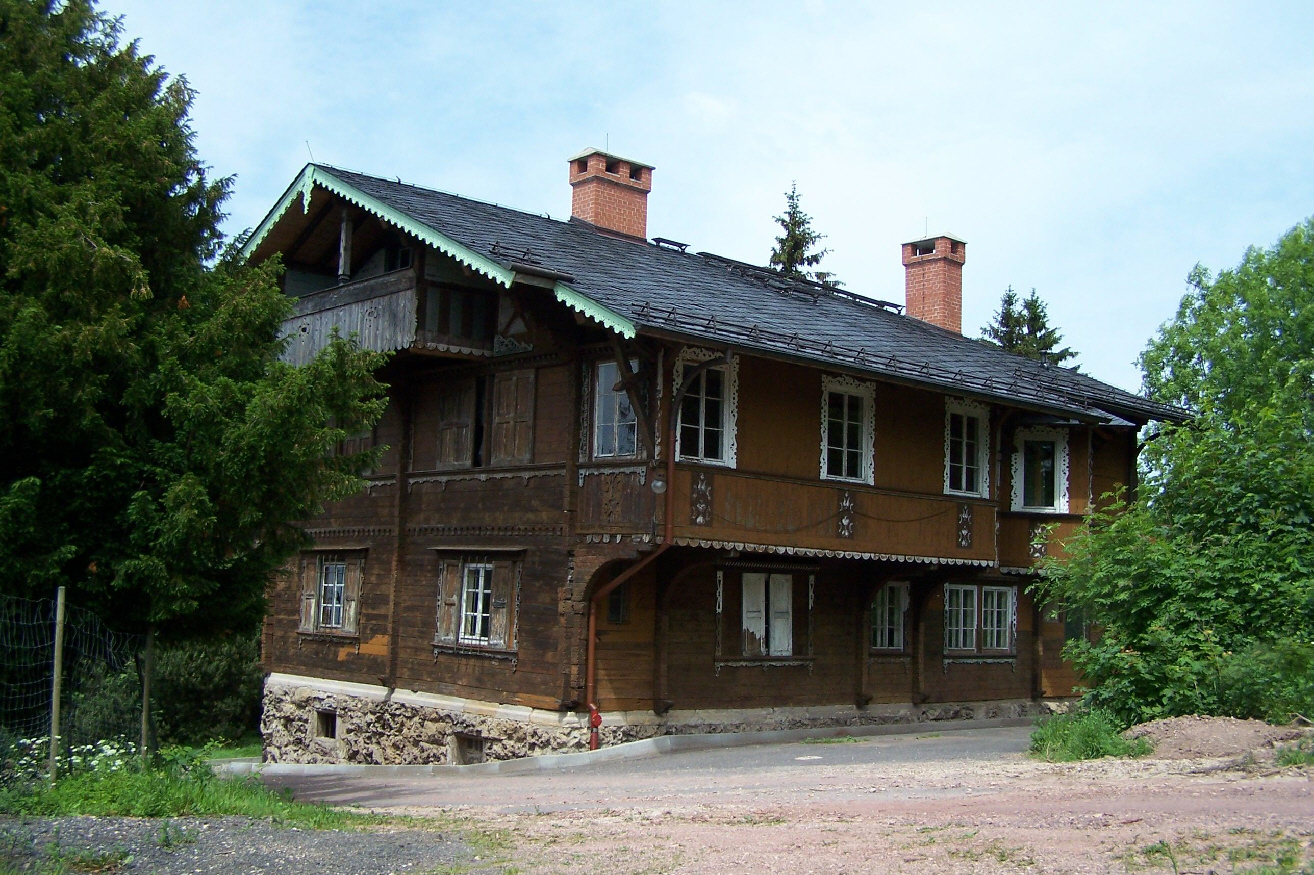
Jagdhaus Kissel im Waldfischer Forst, Thüringen

Jagdhütten gehören zu den ursprünglichsten Bauten der Menschheit, um bei längeren Anmarschwegen in abgelegene Jagdgründe Zuflucht finden und länger vor Ort verweilen zu können. In den Zeiten des herrschaftlichen Jagdrechts entwickelte sich neben dem Jagdhaus auch explizit als Schlösser erkennbare Jagdschlösser. Der Übergang zwischen Jagdhaus und Jagdschloss ist fließend. Vom repräsentativen Jagdschloss unterscheiden sich Jagdhäuser jedoch zumeist durch ihre geringere Größe und schlichtere Ausstattung.
Zusammen mit den Forsthäusern/-hütten, den Almen und  Transhumanz-Stationen sowie den Bergsteigerhütten, gehören sie zu den wichtigsten Siedlungsformen des nicht dauernd besiedelten Raumes, wie großen Waldgebieten oder dem Bergland. In einsamen Gegenden stehen sie zum Teil unverschlossen jedem Reisenden zur Verfügung und sind mit einer Notversorgung an Konserven und Brennholz ausgestattet.